# Sztaplarka
Sztaplarka – urządzenie techniczne do transportu i układania ładunku w stos.  Używane głównie w portach i magazynach.
Do sztaplowania często używany jest wózek widłowy nazywany stąd potocznie sztaplarką. Często są to wysoko wyspecjalizowane urządzenia lub elementy ciągów technologicznych.
Nazwa pochodząca z języka niemieckiego od wyrazu Stapeln, co w języku polskim oznacza układanie w stos. Jeśli mamy do czynienia z paletami ładunkowymi do sztaplowania tj. układania w stos służą wózki widłowe, natomiast gdy są to produkty czy półprodukty na linii produkcyjnej, wówczas są stosowane specjalistyczne urządzenia nazywane sztaplarkami (polska nazwa układarka w stos, zbierająca w stos)